# Ligidium latum
Ligidium latum is een pissebed uit de familie Ligiidae. De wetenschappelijke naam van de soort is voor het eerst geldig gepubliceerd in 1923 door Jackson.